# 土沟乡 (金阳县)
土沟乡，是中华人民共和国四川省凉山彝族自治州金阳县曾经下辖的一个乡。2021年1月12日，撤销土沟乡，其所属行政区域为南瓦镇的行政区域。

## 行政区划
土沟乡撤销前下辖以下地区：
土沟村、日克地村、吉洛村和仲子村。